# Ніто Алвес
Ніто Алвес (порт. Nito Alves, 23 липня 1945 року, село Пірі, Північна Кванза, Португальська Ангола — 1977, після 27 травня, Луанда, Народна Республіка Ангола) — ангольський комуністичний політик, член керівництва Народного руху за визволення Анголи, міністр внутрішніх справ НРА в 1975—1976 роках. Ініціатор спроби державного перевороту 27 травня 1977 року. Розстріляний після придушення заколоту.

## Життєпис
Ніто Алвес народився в селянській родині. При народженні отримав ім'я Алвес Бернарду Баптиста. Навчався в сільській євангельської школі, потім в коледжі в Луанді. У 1966 році вступив на службу в фінансові органи колоніальної адміністрації.
Тоді ж прилучився до підпільного осередку Народного руху за визволення Анголи. Перейнявся марксизмом у версії ортодоксального комунізму. Прийняв партійний псевдонім Ніто Алвес, що став особистим ім'ям.
Швидко висунувся в керівництво НРВА, став керівником I військово-політичного округу, координатором підпільних організацій Луанди.
Брав участь у збройній боротьбі проти португальських колоніальних властей і партії Національного фронту визволення Анголи. Керував підготовкою бойовиків. Обіймав безкомпромісну позицію, виступав проти будь-яких переговорів, наполягав виключно на збройних методах боротьби. У внутрішньопартійних конфліктах займав сторону Агоштінью Нето.